# دين هاغلوند
دين هاغلوند هو ممثل كندي، ولد في 29 يوليو 1965 في Oakbank, Manitoba ‏ في كندا.

## وصلات خارجية
- الموقع الرسمي
- دين هاغلوند على موقع IMDb (الإنجليزية)
- دين هاغلوند على موقع إن إن دي بي (الإنجليزية)
- دين هاغلوند على موقع قاعدة بيانات الفيلم (الإنجليزية)